# チュガック国勢調査地域
座標: 北緯60度29分 西経146度12分 / 北緯60.483度 西経146.200度
チュガック国勢調査地域（チュガックこくせいちょうさちいき、英語: Chugach Census Area）は、アメリカ合衆国アラスカ州非自治郡の国勢調査地域。州南部に位置し、アラスカ湾に面している。最大都市はバルディーズ。人口は7,102人（2020年国勢調査）。

## 地理
アメリカ合衆国国勢調査局によると、面積は15,143.35平方マイル (39,221.1 km2)で、そのうち陸地は9,530.19平方マイル (24,683.1 km2)、水域は5,613.16平方マイル (14,538.0 km2)、割合は37.1パーセントである。
旧バルディーズ・コルドバ国勢調査地域のうち、沿岸部を領域とする。

### 隣接する行政区画
- カッパーリバー国勢調査地域 - 北
- ヤクタト市郡 - 東
- キナイペニンシュラ郡 - 西
- アンカレッジ自治市 - 北西
- マタヌスカ・スシトナ郡 - 北西

## 歴史
2019年1月2日、バルディーズ・コルドバ国勢調査地域が分割され、チュガック国勢調査地域とカッパーリバー国勢調査地域が誕生した。

## 住民
2020年国勢調査によると人口は7,102人で、うち白人が67パーセントを占める。
| 人種 / 民族 (NH = 非ヒスパニック)               | 人口 2020 | % 2020  |
| ----------------------------------------------- | --------- | ------- |
| 白人 (NH)                                       | 4,768     | 67.14%  |
| アフリカ系アメリカ人 (NH)                       | 46        | 0.65%   |
| ネイティブ・アメリカンおよびアラスカ先住民 (NH) | 657       | 9.25%   |
| アジア系アメリカ人 (NH)                         | 527       | 7.42%   |
| 太平洋諸島系 (NH)                               | 61        | 7.42%   |
| その他の人種 (NH)                               | 26        | 0.37%   |
| 混血 (NH)                                       | 620       | 8.73%   |
| ラテン系アメリカ人（ヒスパニック）              | 397       | 5.59%   |
| 合計                                            | 7,102     | 100.00% |

## 都市

### 市
- コードバ
- バルディーズ
- ウィッティア（英語版）

### 国勢調査指定地域
- チェネガ（英語版）
- Tatitlek

### 非法人コミュニティ
- イヤック（英語版）（コードバ市内）

### ゴーストタウン
- Katalla